# Sacañet
Sacañet (em castelhano e oficialmente) ou Sacanyet (em valenciano) é um município da Espanha na província de Castelló, Comunidade Valenciana. Tem 30,5 km² de área e em 2021 tinha 57 habitantes (densidade: 1,9 hab./km²).

## Demografia
| Variação demográfica do município entre 1991 e 2004 | Variação demográfica do município entre 1991 e 2004 | Variação demográfica do município entre 1991 e 2004 | Variação demográfica do município entre 1991 e 2004 |
| --------------------------------------------------- | --------------------------------------------------- | --------------------------------------------------- | --------------------------------------------------- |
| 1991                                                | 1996                                                | 2001                                                | 2004                                                |
| 122                                                 | 124                                                 | 84                                                  | 147                                                 |